# 弗朗什维尔 (科多尔省)
弗朗什维尔（法語：Francheville，法語發音：[fʁɑ̃ʃvil] ⓘ）是法国科多尔省的一个市镇，属于第戎区。

## 地理
弗朗什维尔（47°27'18"N, 4°52'57"E）面积31.65 平方千米，位于法国勃艮第-弗朗什-孔泰大區科多尔省，该省份为法国中东部省份，北起奥布省，西接涅夫勒省和约讷省，南至索恩-卢瓦尔省，东南接汝拉省，东临上索恩省，东北部与上马恩省接壤。
与弗朗什维尔接壤的市镇（或旧市镇、城区）包括：库尔蒂夫龙、圣马丹迪蒙、瓦勒叙宗、沃索勒、韦尔诺、屈尔蒂勒圣塞纳、弗雷努瓦、拉马热勒。

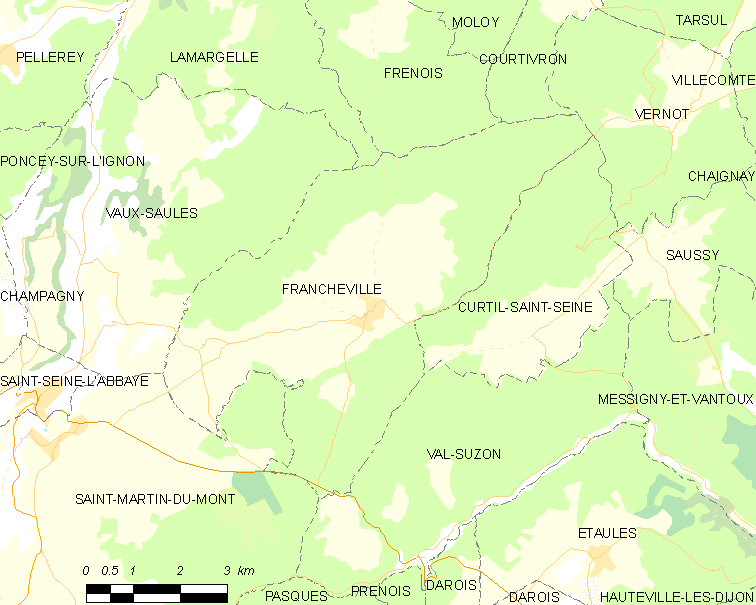
的OSM定位图

弗朗什维尔的时区为UTC+01:00、UTC+02:00（夏令时）。

## 行政
弗朗什维尔的邮政编码为21440，INSEE市镇编码为21284。

## 政治
弗朗什维尔所属的省级选区为蒂耶河畔伊斯县。

## 人口

1962-2008年间人口变化图示

弗朗什维尔于2022年1月1日时的人口数量为258人。